# 哈爾文 (加利福尼亞州)
哈爾文（英語：Halvern）是位於美國加利福尼亞州阿拉米達縣的一個非建制地區。該地的面積和人口皆未知。

## 地理
哈爾文的座標為37°37′31″N 122°03′09″W / 37.62528°N 122.05250°W，而該地的平均海拔高度為6米（即20英尺）。